# Piotr Anderszewski

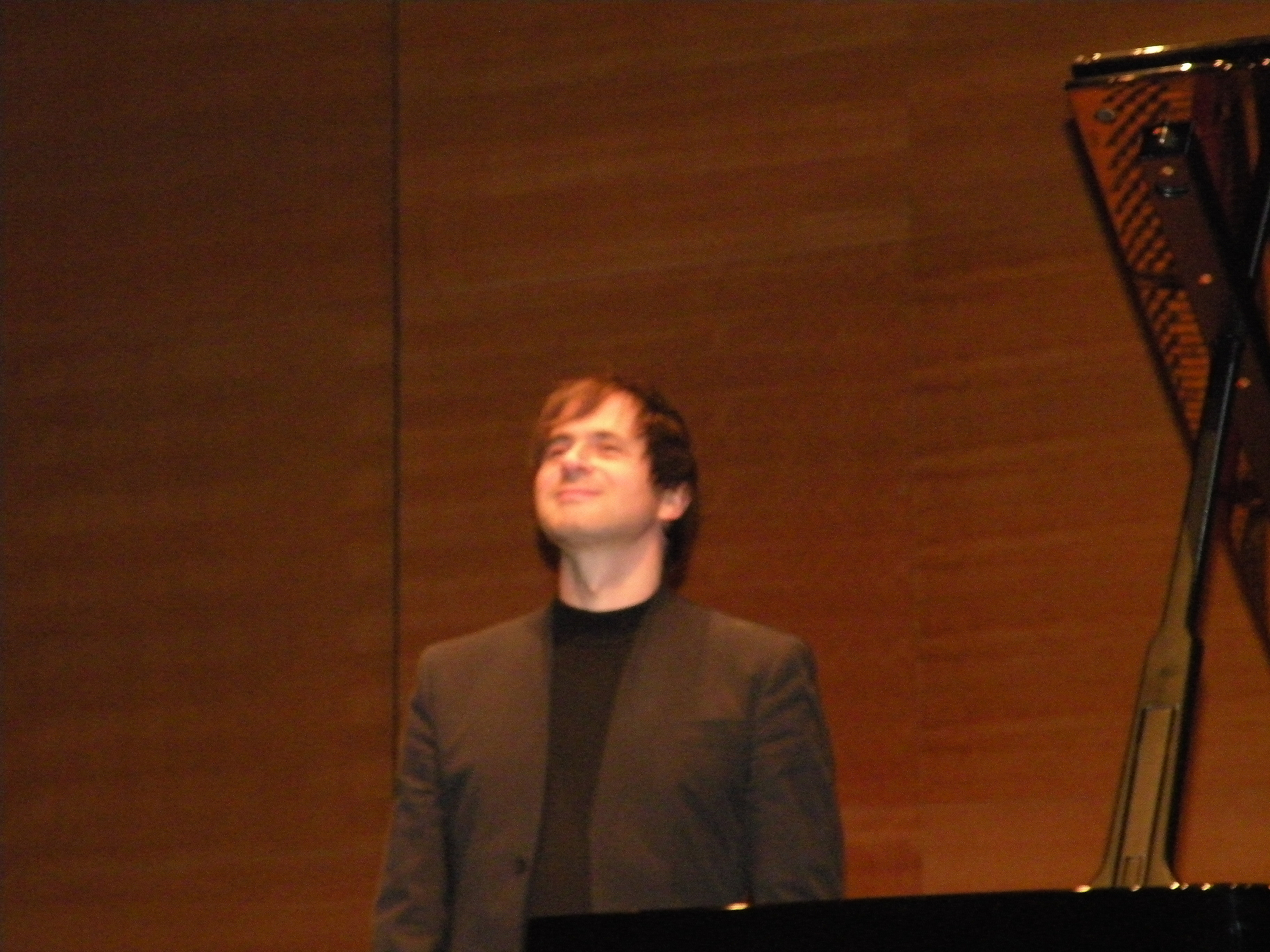
Piotr Anderszewski (2009)

Piotr Anderszewski (* 4. April 1969 in Warschau) ist ein polnischer Pianist.

## Leben
Seinen ersten Klavierunterricht erhielt Piotr Anderszewski im Alter von sechs Jahren. Er studierte an der Fryderyk-Chopin-Musikakademie, an den Konservatorien in Lyon und Straßburg und der University of Southern California. Er lernte und arbeitete unter anderem mit Murray Perahia, Hélène Boschi, Fou Ts’ong und Leon Fleisher zusammen.
Sein Auftritt bei dem Klavierwettbewerb 1990 in Leeds sorgte für Aufsehen: Er brach sein Klavierspiel im Halbfinale trotz realistischer Chancen auf den ersten Platz ab, weil ihn seine Leistung nicht zufriedenstellte. 1991 gab er sein Debüt in der Londoner Wigmore Hall, 2005 in der Berliner Philharmonie und 2008 in der Carnegie Hall. Ein Live-Mitschnitt wurde 2009 als Doppel-CD Piotr Anderszewski at Carnegie Hall veröffentlicht. 2000 nahm er für Virgin Classics Beethovens Diabelli-Variationen auf, die auch in einem Film von Bruno Monsaingeon thematisch behandelt wurden.
Anderszewski ist seit 2000 Exklusivkünstler der in Paris ansässigen Warner Classics und seit 2005 Steinway Artist. Anderszewski lebt seit 1990 überwiegend in Paris.

## Aufnahmen
- Bach, Beethoven, Webern. Bach: Englische Suite Nr. 6 d-Moll BWV 811; Ludwig van Beethoven: Klaviersonate Nr. 31 As-Dur op. 110; Webern: Variationen op. 27. Aufnahme im Mai 1996 in der Nationalphilharmonie Warschau. CD Accord 1996, erneute Veröffentlichung Erato/Virgin Classics 2004.
- Debussy/Janáček/Prokofiev: Sonatas for Violin & Piano. Debussy: Sonate g-Moll; Janáček: Violinsonate; Prokofjew: Sonate Nr. 1 f-Moll op. 80. Aufnahme mit Viktoria Mullova. Philips Records 1995.
- Brahms: Sämtliche Violinsonaten (Sonate für Klavier und Violine Nr. 1 G-Dur op. 78, Sonate für Klavier und Violine Nr. 2 A-Dur op. 100, Sonate für Klavier und Violine Nr. 3 d-Moll op. 108). Aufnahme mit Viktoria Mullova im Dezember 1995 in der Henry Wood Hall in London. Philips Records 1999.
- Bach: Französische Suite Nr. 5, Ouvertüre h-Moll BWV 831 aus dem zweiten Teil der Clavierübung. Aufnahme im August 1998 im Studio 106 der Maison de la Radio in Paris. Harmonia Mundi 1999.
- Beethoven: Diabelli-Variationen. Aufnahme am 29. Juli bis 3. August 2000 im Auditorio Stelio Molo in Lugano. Erato/Virgin Classics 2001.
- Bach: Partitas Nr. 1 B-Dur, BWV 825, Nr. 3 a-Moll, BWV 827 und Nr. 6 e-Moll BWV 830. Aufnahme am 23. Februar 2001 und am 25. Februar 2002 im Tonstudio der Fondation de l'Académie de Musique Tibor Varga in Sitten. Erato/Virgin Classics 2002.
- Wolfgang Amadeus Mozart: Klavierkonzerte KV 467 und KV 491. Aufnahme vom 7. bis 9. August 2001 mit dem Sinfonia Varsovia als Solist und Dirigent in Personalunion in der Nationalphilharmonie Warschau. Erato/Virgin Classics 2002.
- Chopin: Trois Mazurkas a-Moll, As-Dur, fis-Moll op 59; Trois Mazurkas H-Dur, f-Moll, cis-Moll op. 63, Ballade Nr. 3 As-Dur op. 47, Ballade Nr. 4 f-Moll op. 52, Polonaise fis-Moll op. 44, Polonaise As-Dur op. 53, Mazurka f-Moll Nr. 4 op. 68. Aufnahme zwischen dem 9. und 11. Juni 2003 in den Air Lyndhurst Studios in London. Erato/Virgin Classics 2003.
- Karol Szymanowski: Klaviersonate Nr. 3, Métopes, Masques. Aufnahme am 23. und 24. Dezember 2004 in der Pommerschen Philharmonie in Bydgoszcz. Erato/Virgin Classics 2005.
- Mozart: Klavierkonzerte KV 453 und KV 466. Aufnahme am 8. und 9. September 2005 mit dem Schottischen Kammerorchester als Solist und Dirigent in Personalunion in der Usher Hall in Edinburgh. Erato/Virgin Classics 2006.
- Beethoven: 6 Bagatellen op. 126, Klavierkonzert Nr. 1 C-Dur op. 15 mit der Deutschen Kammerphilharmonie Bremen in Personalunion als Solist und Dirigent. Aufnahme zwischen dem 5. und 9. Oktober 2007 in Bremen. Erato/Virgin Classics 2008.
- Piotr Anderszewski at Carnegie Hall. J. S. Bach: Partita c-Moll BWV 826; Schumann: Faschingsschwank aus Wien, op. 26; Janáček: Im Nebel, 4 Stücke für Klavier; Beethoven: Sonate Nr. 31 As-Dur op. 110; Béla Bartók: Drei ungarische Volkslieder aus Csík Sz 35a. Live-Aufnahme am 3. Dezember 2008 in der Carnegie Hall. Erato/Virgin Classics 2009.
- Schumann: Humoreske op. 20 in B-Dur. Aufnahme am 11. August 2010 in der Nationalphilharmonie Warschau, Studien für den Pedaflügel op. 56, Gesänge der Frühe op. 133. Aufnahmen am 14. März 2010 in Warschau. Erato / Virgin Classics 2011.
- Beethoven, Mozart, Schubert: Violin Sonatas. Beethoven: Violinsonate Nr. 8 in G-Dur op. 30 Nr. 3; Mozart: Sonate für Violine und Klavier e-Moll KV 304; Franz Schubert: Sonate für Violine und Klavier A-Dur D 574, op. posth. 162. Aufnahme mit seiner Schwester Dorota Anderszewska im August 1998 in der Nationalphilharmonie Warschau. CD Acord 2012.
- Bach: Englische Suiten Nr. 1 A-Dur BWV 806, Nr. 3 g-Moll BWV 808 und Nr. 5 e-Moll BWV 810. Aufnahme in der Nationalphilharmonie Warschau. Warner Classics 2014.
- Mozart, Schumann: Fantaisies. Wolfgang Amadeus Mozart: Fantasie c-Moll KV 475, Klaviersonate Nr. 14 c-Moll KV 457, Aufnahmen am 12. und 13. Juli 2006 in der Nationalphilharmonie Warschau; Robert Schumann: Fantasie C-Dur op. 17. Aufnahme am 30. April und 1. Mai 2013 in Warschau, Thema mit Variationen Es-Dur WoO 24, Aufnahme am 2. Mai 2015 und am 30. Oktober 2016 in Warschau. Warner Classics 2017.
- Mozart Piano Concertos 25 & 27. Wolfgang Amadeus Mozart: 25. Klavierkonzert in C-Dur KV 503 und 27. Klavierkonzert in B-Dur KV 595 mit dem Chamber Orchestra of Europe. Aufnahme zwischen dem 7. und 11. Juli 2017 im Festspielhaus Baden-Baden. Warner Classics 2018.

## Auszeichnungen (Auswahl)
- 1996: Fryderyk (Preis der polnischen Schallplattenindustrie) in der Kategorie Aufnahme des Jahres – Solomusik für Bach, Beethoven, Webern.[10]
- 2000: Preis der Szymanowski-Stiftung.[11]
- 2000: Royal Philharmonic Society Music Award in der Kategorie Instrumentalist of the Year.[12]
- 2001: Diapason d’or im Juni für die Aufnahme der Diabelli-Variationen.[13]
- 2001: Choc – Le Monde de la musique der französischen Zeitung Le Monde und des Kulturmagazins Télérama im Juni für die Aufnahme der Diabelli-Variationen.[13]
- 2001: Editor's Choice der britischen Gramophone im August für die Aufnahme der Diabelli-Variationen.[13]
- 2001: Recommandé par Classica der französischen Zeitschrift Classica im August für die Aufnahme der Diabelli-Variationen.[13]
- 2002: Echo Klassik in der Kategorie Nachwuchskünstler des Jahres.
- 2002: Gilmore Artist Award.[14]
- 2011: Preis der deutschen Schallplattenkritik, Bestenliste 2-2011 in der Kategorie Klaviermusik für Schumann.[15]
- 2011: Echo Klassik in der Kategorie Solistische Einspielung des Jahres – 19. Jahrhundert für die Schumann-Aufnahme.
- 2005: Nominierung bei den Grammy Awards Classical Music in der Kategorie Best Classical Performance-Instrumental Soloist(s) (without Orchestra) für die Szymanowski-Aufnahme.[16]
- 2006: Gramophone Classical Music Award für die Szymanowski-Aufnahme.[17]
- 2012: BBC Music Magazine Awards in den Kategorien Recording of the Year und Instrumental für die Schumann-Aufnahme.[18]
- 2015: Ritterkreuz des Orden Polonia Restituta als herausragender Botschafter der Musikkultur Polens.[19]
- 2015: Gramophone Classical Music Awards in der Kategorie Instrumental für die Einspielung Bachs Englischer Suiten 1, 3 und 5.[20]
- 2015: Echo Klassik in der Kategorie Solistische Einspielung des Jahres – 17./18. Jahrhundert für die Einspielung Bachs Englischer Suiten 1, 3 und 5.
- 2017: Preis der deutschen Schallplattenkritik, Bestenliste 2-2017 in der Kategorie Tasteninstrumente für Mozart, Schumann: Fantaisies.[21]

## Filme
- Piotr Anderszewski plays Beethoven Diabelli Variations. Dokumentarfilm, 86 Min. Regie: Bruno Monsaingeon, Produktion: Idéale Audience, Arte France, Radiotelevisione Svizzera, Mezzo TV 2000. Inhaltsangabe bei Medici.tv.
- Piotr Anderszewski: Unquiet Traveller. Dokumentarfilm, 83 Min. Regie: Bruno Monsaingeon, Produktion: Idéale Audience, Arte France, Ozumi Films, Telewizja Polska 2008. Inhaltsangabe bei Medici.tv.
- Piotr Anderszewski plays Schumann. Dokumentarfilm, 35 Min. Regie: Bruno Monsaingeon 2010.Inhaltsangabe: Festiwal Filmu i Sztuki DWA BRZEGI Kazimierz Dolny Janowiec nad Wisłą.
- Je m’appelle Varsovie (Titel international: Warsaw is my name.) Dokumentarfilm 36 Min. Regie: Piotr Anderszewski und Julien Condemine. Anderszewski diskutiert den Film auf dem Lisbon & Sintra Film Festival 2016.